# 能登空港

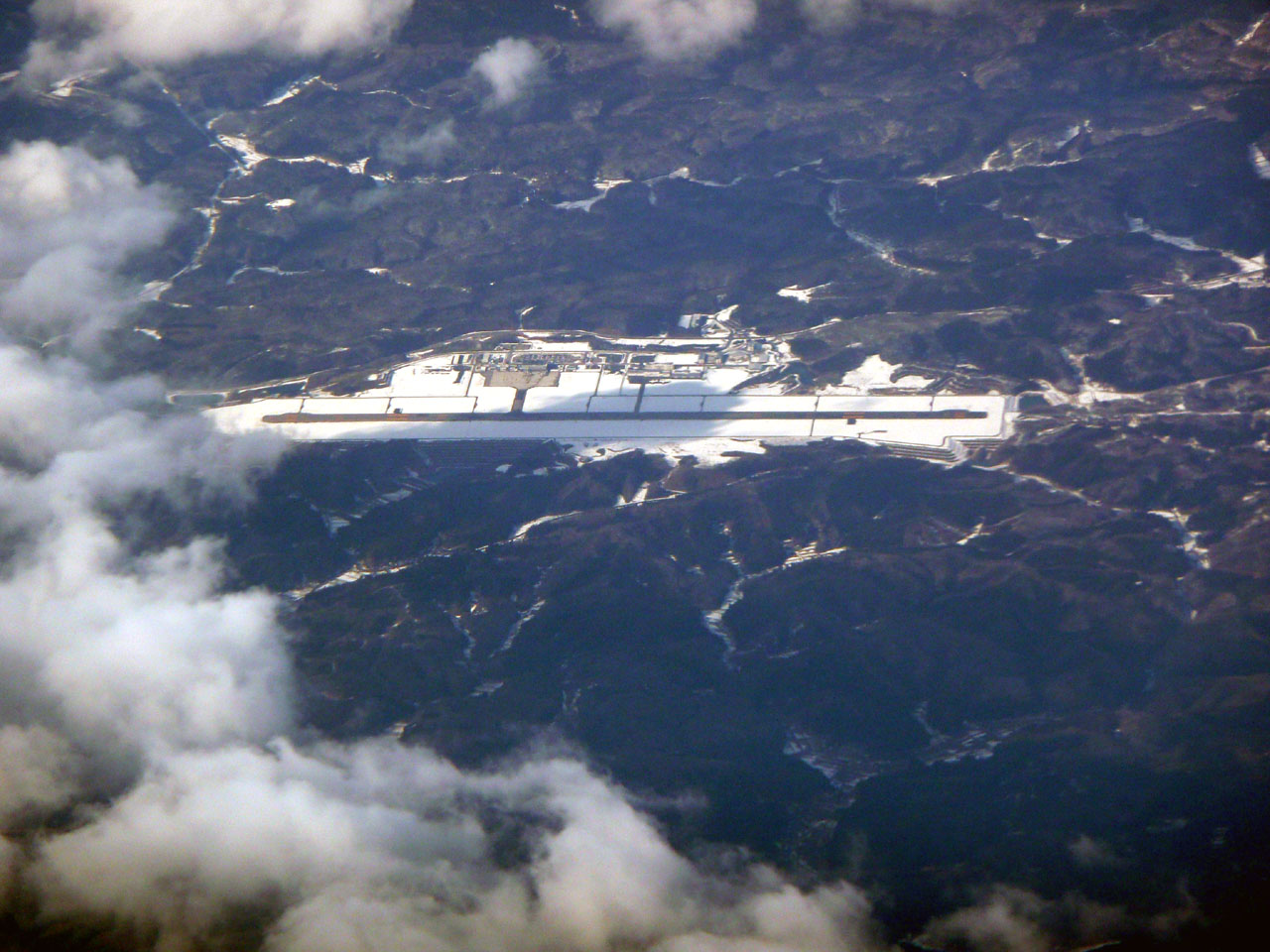
上空俯瞰

能登空港（のとくうこう、英: Noto Airport）は、石川県の能登半島北部にある地方管理空港である。愛称はのと里山空港（のとさとやまくうこう）。
本項目では、空港ターミナルビルや駐車場などの施設を共用している道の駅のと里山空港（みちのえき のとさとやまくうこう）についても記載する。

## 概要

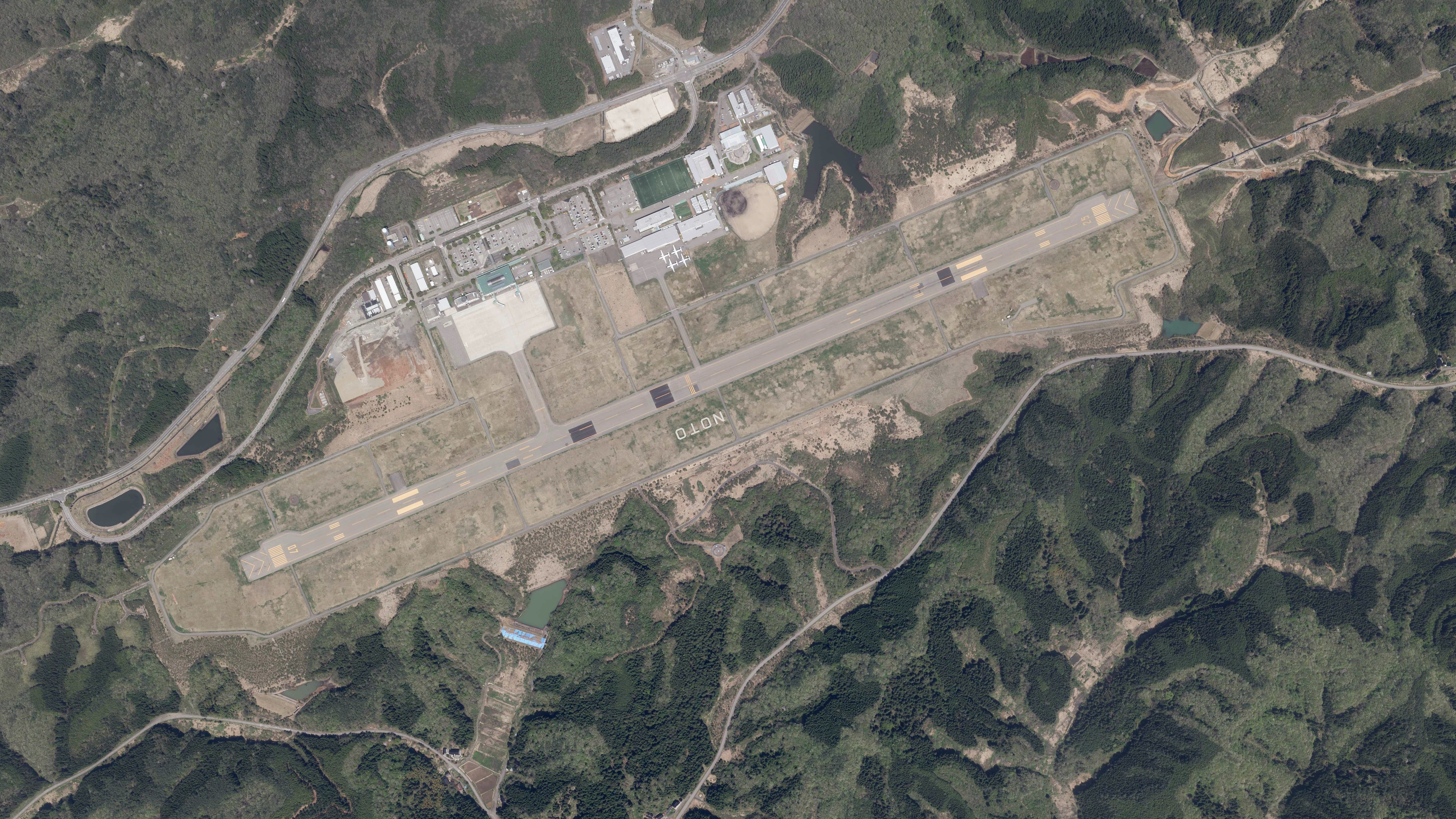
能登空港の空中写真（2024年、地震後）

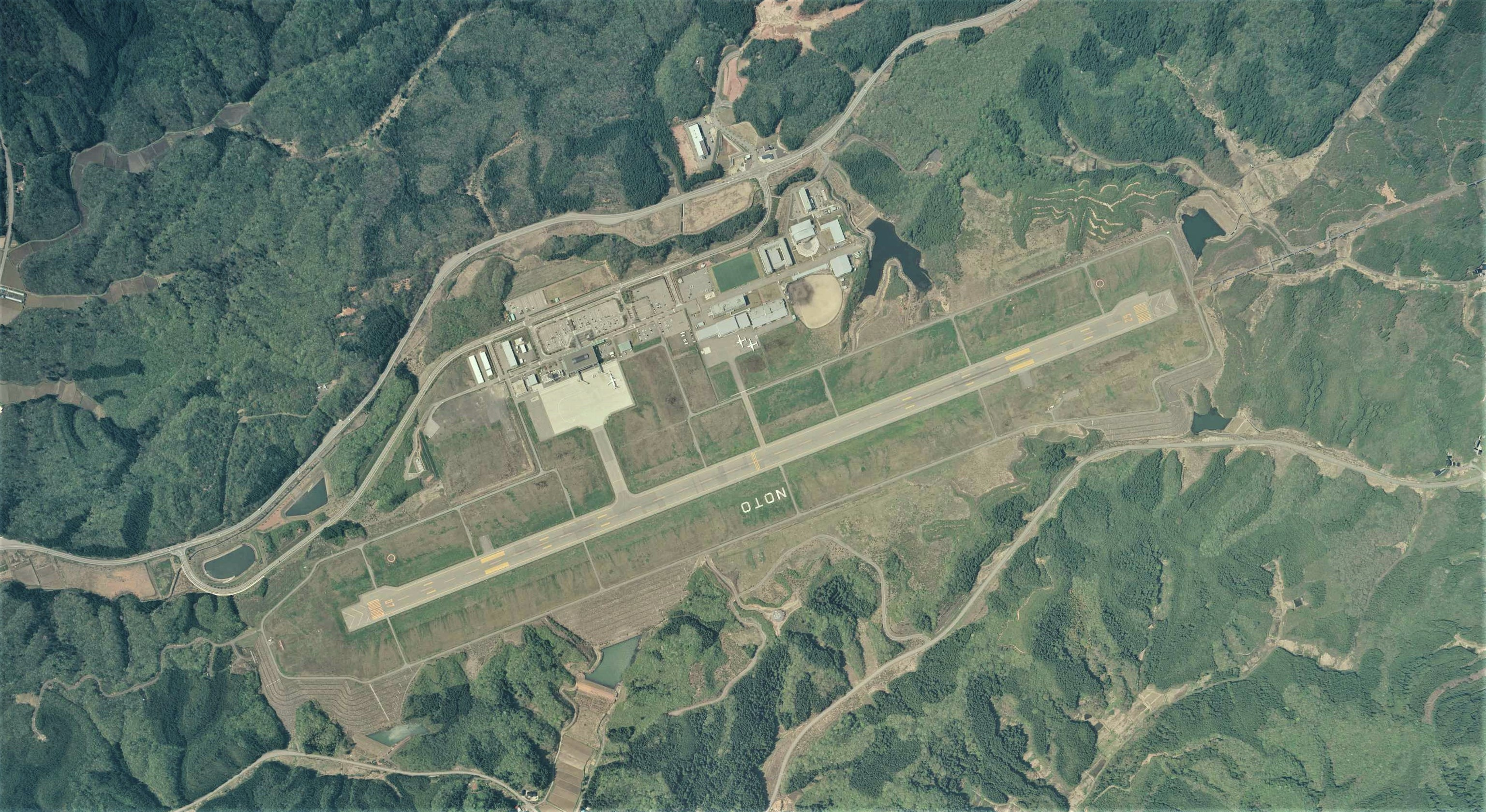
能登空港の空中写真（2010年）

輪島市、穴水町、能登町にまたがる木原岳周辺に、2003年（平成15年）7月7日に開港。滑走路長は2,000 mで、エプロン（駐機場）は小型ジェット機、プロペラ機各2機が同時駐機できる。航空管制官を配置していないリモート空港で、大阪国際空港（伊丹空港）にある大阪対空センターの航空管制運航情報官が離着陸の情報を提供している。
空港の東隣に寄宿舎を備えた日本航空学園輪島校（日本航空高等学校石川、日本航空大学校）が開設されている。
計画段階では東京（羽田）、名古屋（小牧）、大阪（伊丹）の3路線を見込んでいたが、定期便として就航するのは全日本空輸による東京国際空港線のみである。東京国際空港の発着枠で当空港には1日1往復が割り当てられたが、自治体による搭乗率保証制度（後述）を前提とした1日2往復運航《NH747.NH748.NH749.NH750》となっている。
コロナ禍以前は、和倉温泉の加賀屋がチャーター便を台湾からの誘客ツアーに利用したほか、フジドリームエアラインズ（FDA）などの国内チャーター便が利用することがある。
年間利用客数は、開港15年目（2017年7月7日 - 2018年7月6日）の石川県集計（速報値）で16万2684人。4年連続の増加で、過去最多となった。
旅客機のほかに、航空自衛隊機や日本海で任務に就く海上保安庁の航空機も利用する。

### 搭乗率保証制度
開港前、1日1往復の運航で利用者数を見極めたい全日本空輸 (ANA) に対し、当初より1日2往復の運航を行い利便性などを高めたい石川県および地元自治体側との間において、意見の相違があった。
そこで、年間平均搭乗率が70パーセント未満の場合は県と地元自治体が航空会社に2億円までの損失補填を行う、全国初の「搭乗率保証制度」を導入した。この制度では、あらかじめ定めた搭乗率に満たない場合、自治体側が補填することだけではなく、逆に定めた搭乗率以上が得られた場合は地元に金銭（販売促進協力金）にて還元することも盛り込まれていることが特徴である。
初年度の契約は、2便の合計搭乗率が70パーセントを超えた場合に、2便目の収入の目標搭乗率を超えた部分については、その3分の1を航空会社が得て、残りを販売促進協力金で還元することとなった。搭乗率の目標が達成されなかった場合には、2億円を限度として、地元から航空会社に保証金が支払われる仕組みとした。また、開港3年目からは目標搭乗率前後に「特別枠」が設けられ、枠内の搭乗率であれば搭乗率の過不足にかかわらず双方それぞれの支払いを行わないものとした。
その後、2022年まで支払いはなかったが、目標搭乗率である62パーセントを下回ったのは、東日本大震災が発生した、開港8年目にあたる2010年〜2011年と、新型コロナウイルスが流行した2019年〜2023年の17〜20年目の合計5年間で、いずれも「想定外の事態」で適用除外の扱いとした。
この制度はモデルケースとして地方空港活性化の今後のあり方のひとつを示したとされ、成功例として全国各地より視察や問い合わせなどが相次いでいるとされる。

### 助成制度
能登空港では、利用促進を図る目的として、地域住民および観光客向けの助成金の制度がある。詳細は、のと里山空港公式サイトの助成金制度を参照。
住民向け
河北郡内灘町・津幡町以北の在住者（原則として住民票登録者）を対象とした「助成制度」を設けている。自治体によって内容が異なるが、輪島市のように運賃を補助したり、七尾市のように商品券を交付するなどの例がある。
観光客向け
珠洲市、能登町、穴水町では観光客向けの「助成制度」を設けている。能登空港を利用かつ珠洲市など2市1町が指定する宿泊施設を利用した場合、宿泊料金が割引となる。珠洲市・穴水町についてはレンタカー料金に対する助成もある。

## 歴史

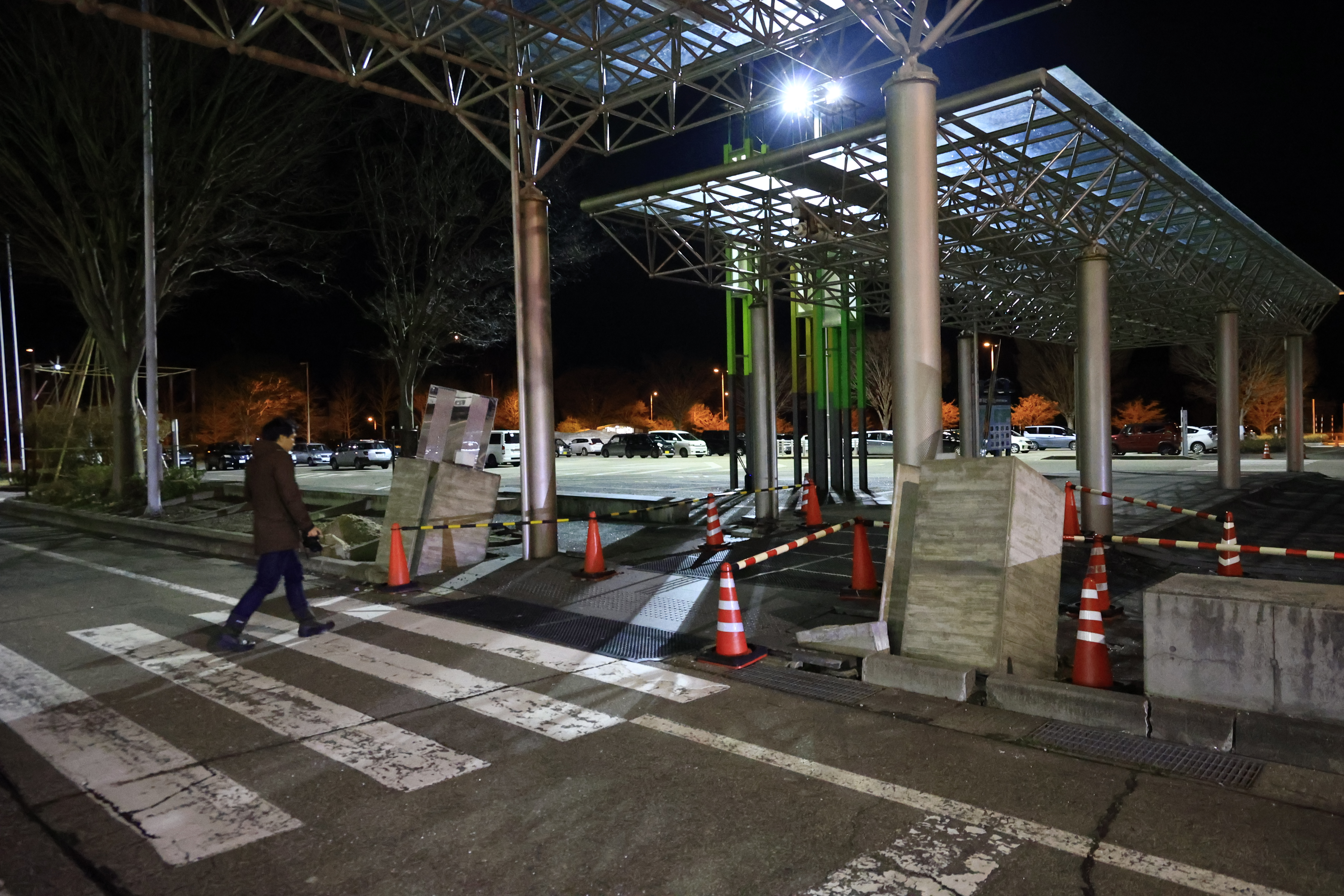
2024年の能登半島地震では駐車場も被害を受けた

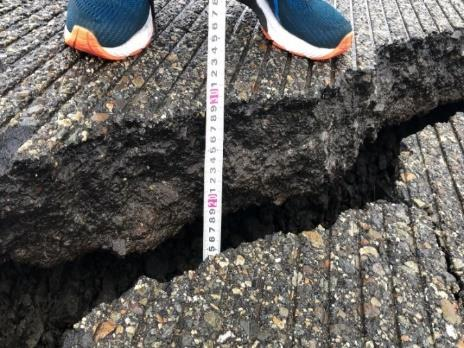
2024年の能登半島地震による滑走路の被害

- 1993年（平成5年）2月 - 空港建設地を木原岳周辺に決定[5]。
- 1996年（平成8年）12月 - 能登空港が国の「第7次空港整備5カ年計画」に盛り込まれ、閣議決定される[5]。
- 1998年（平成10年）11月5日 - 空港の建設に着手[5][33]。
- 2003年（平成15年）
  - 7月7日 - 開港[1][4][5][12]。東京便到着の前に、桂文珍が所有する自家用機（スピード・カナード）が「ゼロ番機」として着陸する[34][35][36]。
  - 7月25日 - 初の国際便として、光州空港（大韓民国）へのチャーター便がアシアナ航空により就航する[要出典]。
  - 8月8日 - 道の駅として能登空港が登録される[37]。
- 2004年（平成16年）2月25日 - 台湾桃園国際空港（台湾）へのチャーター便がチャイナエアラインにより就航する[要出典]。
- 2007年（平成19年）3月25日 - 同日発生した能登半島地震に伴い滑走路が事実上閉鎖される（地震当日は自衛隊のヘリコプターのみ発着）[38]。なお、翌日の3月26日には再開したが[39]、余震の状況により閉鎖もありうるという条件付きでの運用であった[要出典]。
- 2009年（平成21年）
  - 1月20日 - 能登空港PR施策が、第11回日本PR大賞「PRアワードグランプリ 日常広報部門 優秀賞」を受賞する[要出典]。
  - 4月1日 - ANAの運賃制度により、小松および富山空港との相互利用（マルチエアポート）が認められる[40]。
- 2010年（平成22年）7月6日 - 開港から7年連続で、平均搭乗率が定められた目標搭乗率の62 %を越える[注 2][要出典]。
- 2014年（平成26年）7月5日 - 能登空港から愛称であるのと里山空港に掛け直された看板の除幕式が行われた[3]。
- 2015年（平成27年）4月2日 - 能登VORDMEの運用が24時間へ変更（3月5日官報公示）
- 2016年（平成28年）
  - 3月31日 - ANAの運賃制度により、小松および富山空港との相互利用（マルチエアポート）の取扱がこの日をもって終了[41] 。
  - 4月1日 - 管制施設がレディオ管制から中部国際空港の飛行援助センター（中部FSC）でのリモート管制に変更[要出典]。
- 2021年（令和3年）
  - 6月11日 - 道の駅のと里山空港が防災と災害支援拠点としての「防災道の駅」に選定[42][43]。
  - 10月1日 - 航空管制業務を中部国際空港から大阪国際空港の大阪対空センターへ移管[44]。
- 2022年（令和4年）10月15日 - 海上保安庁の測量機「あおばずく」が滑走路を走行中に、同じ滑走路から日本航空学園の関連会社のヘリコプターが離陸するトラブルが発生[7][8][9][10]。国土交通省はこの事案を重大インシデントと認定[7][8][9][10]。

- 2024年（令和6年）
  - 1月1日 - 同日発生した令和6年能登半島地震により、滑走路が閉鎖され、後の調査では亀裂が複数見つかった。このため、滑走路を同年1月4日まで閉鎖すると発表した。これにより、周辺空港の小松空港にて臨時便の運行が決定された[45]。
  - 1月11日 - 仮復旧し、自衛隊の固定翼輸送機が離着陸できるようになった[46]。
  - 1月27日 - ANAが羽田線の運航を再開[47][注 3]。ただし、3月末までは定期便を欠航し、1日1往復の臨時便を週3日のみ運航する[48]。
  - 3月31日 - 空港の多目的用地に地震の復旧・復興活動の支援者のための仮設宿泊所が整備され、運用を開始[49]。

## 施設

### ターミナルビル
4階建て。日本初の試みとして、空港ターミナルビルに行政機関の庁舎が複合されており、地方行政機関（石川県奥能登総合事務所、奥能登農林総合事務所、奥能登土木総合事務所分室、奥能登教育事務所、奥能登広域圏事務組合事務局・奥能登行政センター）と生涯学習センター・会議室がある。
1階
- 到着口・手荷物受取所
- ANAカウンター
- レンタカーカウンター
- 能登の旅 情報センター（観光案内所）[50]
- キャッシュサービスコーナー（北國銀行）
- 市町村行政サービスセンター（輪島市・珠洲市・能登町・穴水町在住者向け）
- 輪島警察署能登空港警備派出所

2階
- 搭乗口・搭乗待合室
- セレンディピティ（売店）[50][51]
- 能登の市町PRコーナー
- 能登空港ターミナルビル（事務所）・石川県能登空港事務所

3階
- レストランあんのん[50][51]
- 見学者デッキ[50]
- 石川県奥能登農林総合事務所
- 石川県奥能登土木総合事務所分室

4階
- 奥能登広域圏事務組合事務局
- 石川県奥能登総合事務所
- 石川県奥能登教育事務所（石川県教育委員会事務局）

駐車場
- 普通車：501台[50][51]
- 大型車：10台[50][51]
- 身障者用：3台[50][51]

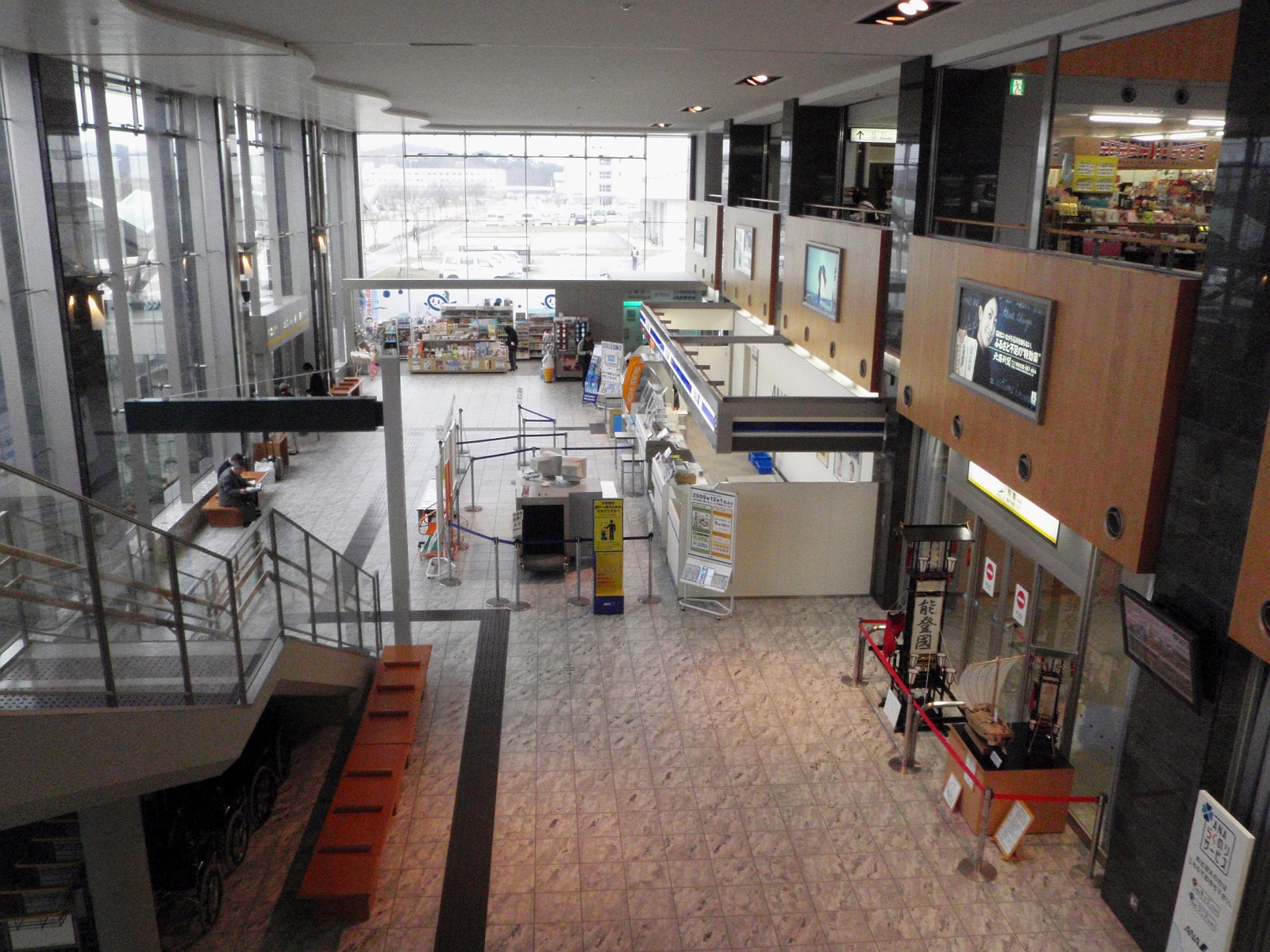
ターミナルビル内部（旅客施設部分）
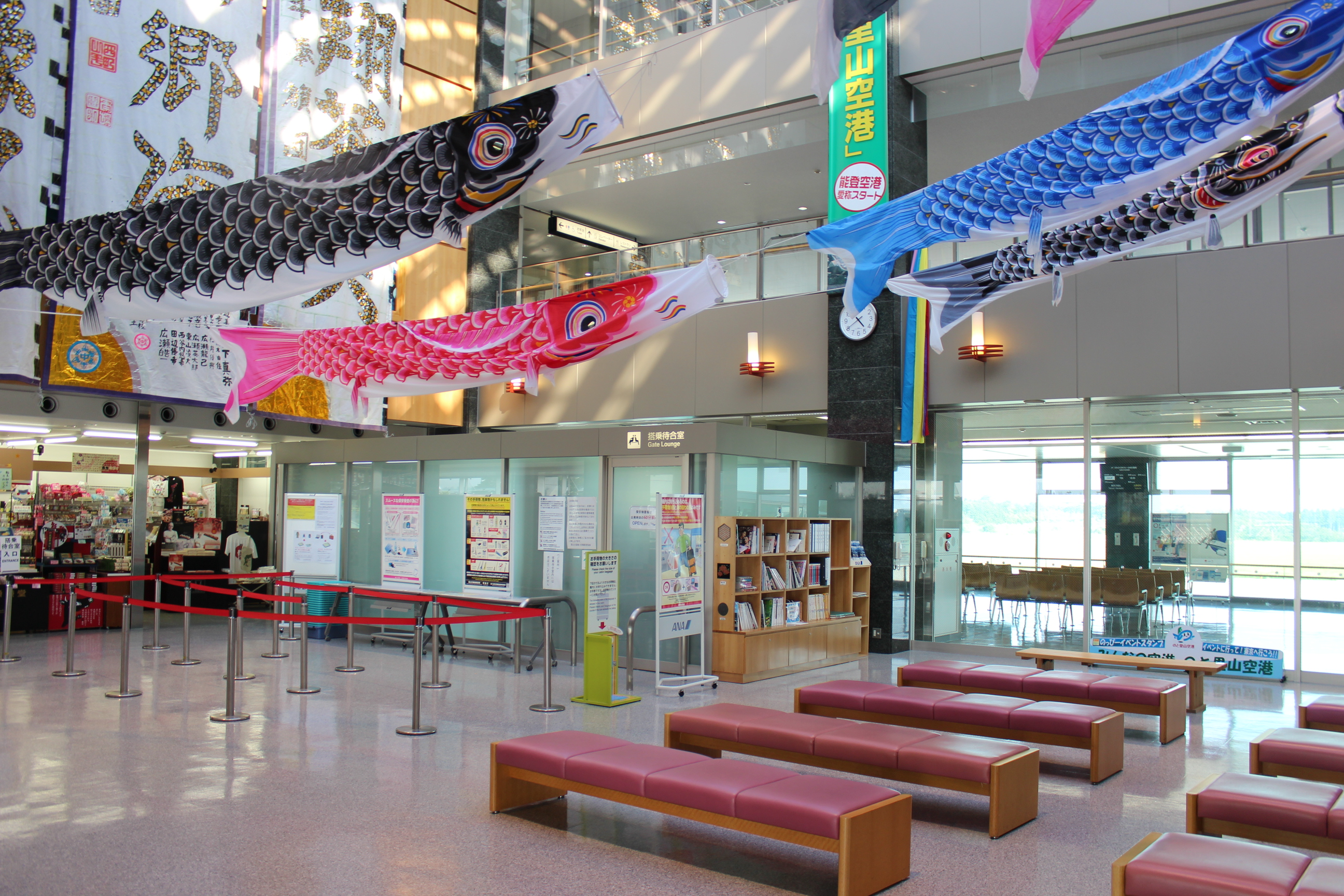
ターミナルビル内部（出発ロビー）
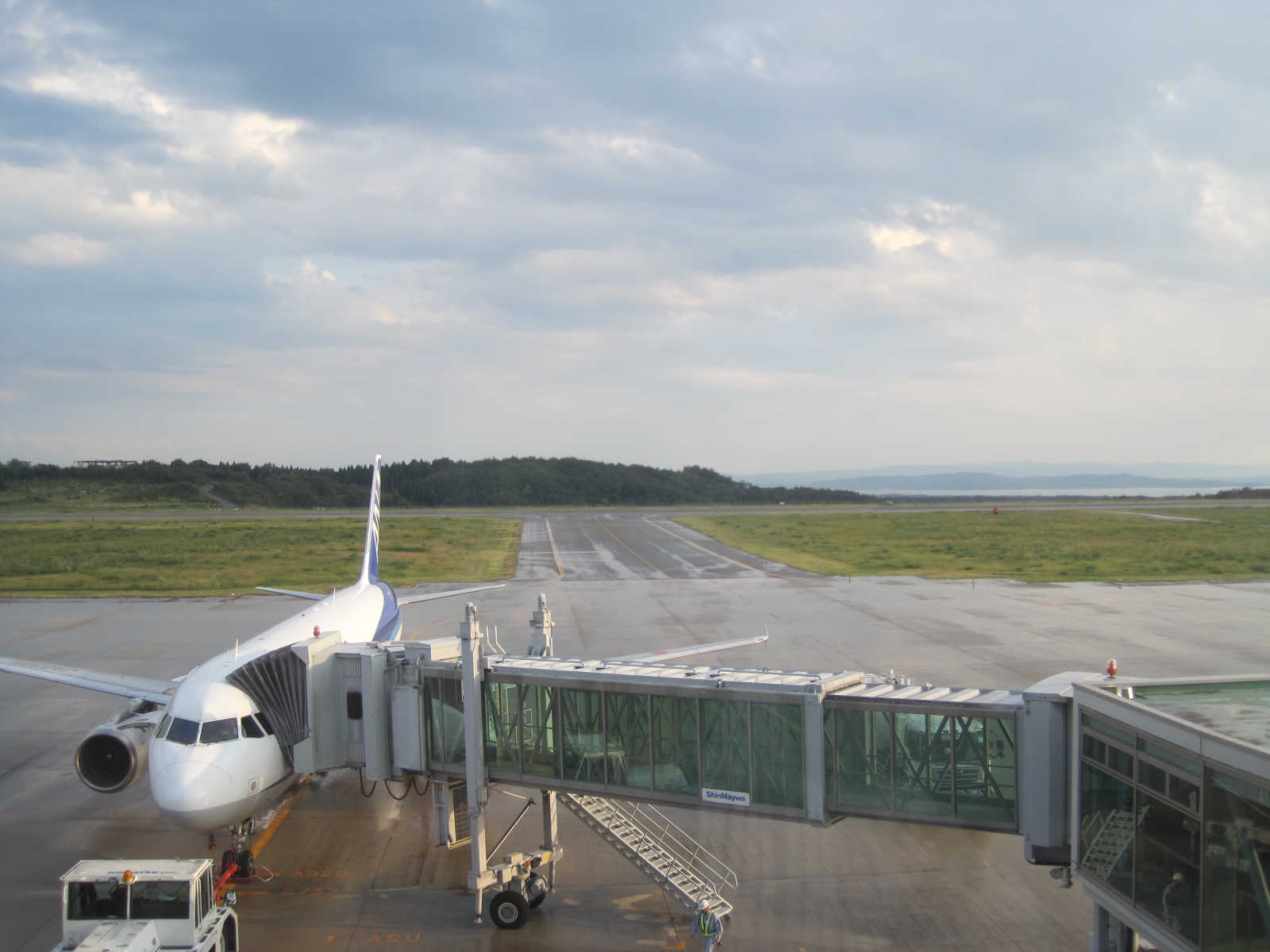
駐機場と滑走路

### 道の駅のと里山空港
道の駅のと里山空港（みちのえき のとさとやまくうこう）は、石川県輪島市三井町洲衛（みいまちすえ）にある石川県道303号柏木穴水線の道の駅である。空港の道の駅の登録は全国初で、開駅当初は道の駅能登空港（みちのえき のとくうこう）の名称であった。
道の駅を空港の旅客施設と同一施設として運営しているのは、道の駅大館能代空港（秋田県北秋田市）と当駅のみである。
2021年（令和3年）には防災と災害支援拠点としての「防災道の駅」として選定された。石川県内では唯一の選定、北陸3県では福井県大野市の道の駅越前おおの荒島の郷（近畿地方整備局管轄）とともに選定されている。

## 就航路線

### 国内線
- 全日本空輸 (ANA)[注 4]
  - 東京国際空港

上記の路線のほかに、ジェイ・キャスが関西国際空港との路線を開設する計画がある。

## 利用状況
国土交通省「空港管理状況調書」によると、能登空港の乗降客数は以下のとおりとなっている。
元のウィキデータクエリを参照してください.
| 年度     | 国内線  | 国際線 |
| -------- | ------- | ------ |
| 2006年度 | 164,360 | 7,826  |
| 2007年度 | 157,548 | 12,453 |
| 2008年度 | 159,423 | 11,999 |
| 2009年度 | 150,787 | 2,411  |
| 2010年度 | 145,836 | 3,942  |
| 2011年度 | 140,923 | 1,072  |
| 2012年度 | 154,402 | 894    |
| 2013年度 | 152,978 | 3,608  |
| 2014年度 | 148,092 | 3,646  |
| 2015年度 | 154,374 | 3,948  |
| 2016年度 | 159,912 | 4,517  |
| 2017年度 | 164,140 | 3,152  |
| 2018年度 | 170,335 | 2,016  |
| 2019年度 | 165,493 | 1,615  |

## 交通

### 路線バス・特急バス
いずれも北鉄奥能登バスによる運行。
- 輪島特急線（金沢駅 - 穴水此の木 - のと里山空港 - 輪島駅前 - 輪島マリンタウン）
- 穴水珠洲Ｃ線（穴水駅前 - 穴水此の木 - のと里山空港 - すずなり館前）
- 穴水輪島線（穴水総合病院 - 穴水駅前 - 穴水此の木 - のと里山空港 - 市立輪島病院 - 輪島駅前）

### 乗合タクシー
和倉温泉や輪島、珠洲など、羽咋郡以北の能登半島各地と能登空港を結ぶ乗合タクシー「ふるさとタクシー」がある。なお、乗合タクシーの利用は前日の17時（七尾市、中能登町は15時）までに予約が必要となる。

### レンタカー
各社共同のカウンターが設置されており、トヨタレンタカー、日産レンタカー、ニッポンレンタカーが利用できる。

### 自動車
自動車専用道路は、穴水道路（能越自動車道）のと里山空港ICが最寄りである。同ICから能登空港までは、石川県道303号柏木穴水線を経由する。
ここで経由する自動車専用道路（のと里山海道・能越自動車道）はすべて無料で通行することができる。

## 芸術活動
観光客を歓迎するための太鼓演奏が、2006年12月より毎週日曜日に行われている。また、開港前の2002年8月24日には、敷地内でモーニング娘。のコンサートが開催された。
当空港にちなんだ楽曲
- 銀河航路
  - 開港前の2002年8月21日に発表された、大空亜由美（現 吉田美穂）が歌う「能登空港イメージソング」。作詞は鈴木玲子（結城忍が補作）、作曲は聖川湧である。歌詞を一般公募した結果、最優秀作品『能登空港』を基に制作された[要出典]。
- 能登空港
  - 2006年6月7日に発表された、シルヴィアと三輪一雄のデュエット曲。作詞は新條カオル、作曲は斎藤覚である。開港3周年に合わせて発表され、現在でも定期便到着時などを中心にターミナル内で流れている。1Fおよび2Fの売店にてCDを販売している[要出典]。

- 吹奏楽のための第7組曲「センチュリー・オブ・フライト」
  - 2003年、作曲家アルフレッド・リードにより当空港の開港および、ライト兄弟による世界初の有人動力飛行100周年を祝して作曲された[59]。